# Mitocheck
Mitocheck ist eine molekularbiologische Online-Datenbank, die vom gleichnamigen Konsortium erstellt wurde. Die Finanzierung erfolgte im Rahmen des europäischen sechsten Rahmenprogramms für Forschung und technologische Entwicklung (RP6, von 2002 bis 2006). Mitocheck stellt experimentelle Daten in Form von Videos und Grafiken zur Verfügung, die aus der Kultur veränderter HeLa-Zellen gewonnen wurden. Ein Ziel ist, die phänotypischen Merkmale der Zellteilung (Mitose) von Loss-of-function-Veränderungen in dieser Zelllinie für jedes einzelne Gen im menschlichen Genom festzuhalten, in Kategorien einzuteilen und so die mögliche Funktion des jeweiligen Genprodukts (Protein) bei der Zellteilung zu ermitteln. Die üblicherweise für einzelne Gene durchgeführten Arbeitsschritte wurden bei diesem Projekt automatisiert und parallelisiert, was ein Novum bei solchen Projekten darstellt. Durch Mitocheck konnten zunächst 600 teilweise vorher unbekannte Gene der Zellteilung zugeordnet und in einem Folgeprojekt 100 Proteinkomplexe identifiziert werden.

## Standardexperiment
Um die Funktion eines Genprodukts in HeLa-Zellen während der Zellteilung zu bestimmen, wird zunächst das jeweilige Gen „ruhiggestellt“. Dies geschieht durch Hinzufügen von passender siRNA zur Zellkultur. Diese lagert sich im Idealfall an jedes mRNA-Molekül an, das aus dem Gen transkribiert wird und verhindert deren weitere Translation. Somit entsteht kein oder nur sehr wenig entsprechendes Protein. Hat dieses Protein im Normalfall eine wichtige Funktion während der Zellteilung, kann man dies bei der Betrachtung sich teilender Zellen im Mikroskop feststellen, besonders wenn Histone der Zelle mit GFP angefärbt wurden. Fehlende Enzyme oder Strukturproteine können zu verändertem Ablauf oder völligem Defekt der Zellteilung führen.

## Automatisierung und Parallelisierung
Im Rahmen des Mitocheck-Projekts wurden mehrere Automatisierungsschritte erstmals entworfen und zunächst in einem Pilotprojekt mit 49 Genen erprobt.

### RNA-Interferenz auf Microarrays
Die Microarray-Technik erlaubt es, mehrere Hundert Experimente gleichzeitig durchzuführen. Das Mitocheck-Projekt verwendete selbst erzeugte RNA-Interferenz-Microarrays, bei denen vorher automatisch synthetisierte siRNA auf den einzelnen (voneinander abgegrenzten) Positionen fixiert und dann mit der Zellkultur bedeckt wurden. Im Folgenden diffundiert die siRNA in die Zellen und bindet an die passende mRNA.

### Zeitraffer-Mikroskopie
Um alle Schritte der Zellteilung zu verfolgen, ist es scheinbar notwendig, die Zellen mindestens eine Zellteilungsdauer lang zu beobachten. Um diesen Vorgang nicht nur zu automatisieren, sondern auch zu parallelisieren, entwickelte Mitocheck ein Fluoreszenzmikroskop, das in der Lage war, die mehreren hundert Positionen auf einem Microarray jeweils in einem Abstand von mehreren Minuten abzubilden. Die Einzelbilder jeder Position ergeben eine Zeitraffer-Aufnahme des Geschehens. Dies reicht aus, um Veränderungen gegenüber der Norm festzustellen und in Kategorien einzuteilen.

### Bildverarbeitung durch maschinelles Lernen
Um die Bildverarbeitung zu automatisieren, setzte das Mitocheck-Projekt Methoden ein, die allgemein als maschinelles Lernen bezeichnet werden. Dabei waren drei Probleme zu lösen: die Lokalisierung einzelner Chromosomen mittels eines lokal adaptiven Schwellenwertverfahrens, morphologische Klassifikation der Chromosomen mithilfe vorher manuell trainierter Support Vector Machines, und unbeaufsichtigte phänotypische Klassifikation der gesamten Zeitrafferaufnahme durch Clusteranalyse.

## Ergebnisse
Die Stilllegung von etwa 21.000 Genen produzierte etwa 190.000 Zeitraffervideos, die 19 Millionen Zellteilungen zeigen. Im Folgenden wurden 1,9 Milliarden Zellkerne klassifiziert. Insgesamt ergab sich bei 1249 Genen eine Abweichung bei der Zellteilung. Um falsche Positive auszuschließen, wurde ein zweiter Durchlauf mit 1,128 dieser Gene und veränderten siRNA durchgeführt, wobei schließlich 572 Gene resultierten, die konsistente Ergebnisse zeigten.